# Florian Kainz
Florian Kainz (Graz, 24 ottobre 1992) è un calciatore austriaco, centrocampista del Colonia e della nazionale austriaca.

## Carriera

### Nazionale
Ha giocato nelle nazionali giovanili austriache Under-18, Under-19 ed Under-21.
Il 27 marzo 2023 realizza il suo primo gol in nazionale maggiore nel successo per 2-1 contro l'Estonia.

## Statistiche

### Presenze e reti nei club
Statistiche aggiornate al 23 febbraio 2025.
| Stagione             | Squadra              | Campionato           | Campionato | Campionato | Coppe nazionali | Coppe nazionali | Coppe nazionali | Coppe continentali | Coppe continentali | Coppe continentali | Altre coppe | Altre coppe | Altre coppe | Totale | Totale |
| Stagione             | Squadra              | Comp                 | Pres       | Reti       | Comp            | Pres            | Reti            | Comp               | Pres               | Reti               | Comp        | Pres        | Reti        | Pres   | Reti   |
| -------------------- | -------------------- | -------------------- | ---------- | ---------- | --------------- | --------------- | --------------- | ------------------ | ------------------ | ------------------ | ----------- | ----------- | ----------- | ------ | ------ |
| 2008-2009            | Sturm Graz II        | RL                   | 4          | 0          | -               | -               | -               | -                  | -                  | -                  | -           | -           | -           | 4      | 0      |
| 2009-2010            | Sturm Graz II        | RL                   | 26         | 3          | -               | -               | -               | -                  | -                  | -                  | -           | -           | -           | 28     | 5      |
| 2010-2011            | Sturm Graz II        | RL                   | 9          | 4          | -               | -               | -               | -                  | -                  | -                  | -           | -           | -           | 9      | 4      |
| Totale Sturm Graz II | Totale Sturm Graz II | Totale Sturm Graz II | 39         | 7          |                 | -               | -               |                    | -                  | -                  |             | -           | -           | 39     | 7      |
| 2009-2010            | Sturm Graz           | BL                   | 0          | 0          | CA              | 2               | 2               | -                  | -                  | -                  | -           | -           | -           | 2      | 2      |
| 2010-2011            | Sturm Graz           | BL                   | 13         | 2          | CA              | 3               | 0               | UEL                | 2                  | 0                  | -           | -           | -           | 18     | 2      |
| 2011-2012            | Sturm Graz           | BL                   | 25         | 3          | CA              | 2               | 2               | UCL+UEL            | 3+5                | 0+2                | -           | -           | -           | 35     | 7      |
| 2012-2013            | Sturm Graz           | BL                   | 26         | 3          | CA              | 2               | 0               | -                  | -                  | -                  | -           | -           | -           | 28     | 3      |
| 2013-2014            | Sturm Graz           | BL                   | 33         | 7          | CA              | 5               | 2               | UEL                | 2                  | 0                  | -           | -           | -           | 40     | 9      |
| lug. 2014            | Sturm Graz           | BL                   | 1          | 0          | CA              | -               | -               | -                  | -                  | -                  | -           | -           | -           | 1      | 0      |
| Totale Sturm Graz    | Totale Sturm Graz    | Totale Sturm Graz    | 98         | 15         |                 | 14              | 6               |                    | 12                 | 2                  |             | -           | -           | 124    | 23     |
| 2014-2015            | Rapid Vienna         | BL                   | 32         | 4          | CA              | 3               | 0               | UEL                | 2                  | 0                  | -           | -           | -           | 37     | 4      |
| 2015-2016            | Rapid Vienna         | BL                   | 33         | 7          | CA              | 3               | 3               | UCL+UEL            | 4+7                | 1+0                | -           | -           | -           | 47     | 11     |
| Totale Rapid Vienna  | Totale Rapid Vienna  | Totale Rapid Vienna  | 65         | 11         |                 | 6               | 3               |                    | 13                 | 1                  |             | -           | -           | 84     | 15     |
| 2016-2017            | Werder Brema         | BL                   | 14         | 2          | CG              | 1               | 0               | -                  | -                  | -                  | -           | -           | -           | 15     | 2      |
| 2017-2018            | Werder Brema         | BL                   | 30         | 3          | CG              | 4               | 1               | -                  | -                  | -                  | -           | -           | -           | 34     | 4      |
| 2018-gen. 2019       | Werder Brema         | BL                   | 8          | 0          | CG              | 2               | 2               | -                  | -                  | -                  | -           | -           | -           | 10     | 2      |
| Totale Werder Brema  | Totale Werder Brema  | Totale Werder Brema  | 52         | 5          |                 | 7               | 3               |                    | -                  | -                  |             | -           | -           | 59     | 8      |
| 2020-2021            | Colonia II           | RL                   | 1          | 1          | -               | -               | -               | -                  | -                  | -                  | -           | -           | -           | 1      | 1      |
| gen.-giu. 2019       | Colonia              | 2L                   | 14         | 0          | CG              | 0               | 0               | -                  | -                  | -                  | -           | -           | -           | 14     | 0      |
| 2019-2020            | Colonia              | BL                   | 28         | 5          | CG              | 1               | 1               | -                  | -                  | -                  | -           | -           | -           | 29     | 6      |
| 2020-2021            | Colonia              | BL                   | 8+1        | 1          | CG              | 0               | 0               | -                  | -                  | -                  | -           | -           | -           | 9      | 1      |
| 2021-2022            | Colonia              | BL                   | 32         | 4          | CG              | 2               | 0               | -                  | -                  | -                  | -           | -           | -           | 34     | 4      |
| 2022-2023            | Colonia              | BL                   | 32         | 6          | CG              | 1               | 0               | UECL               | 7                  | 0                  | -           | -           | -           | 40     | 6      |
| 2023-2024            | Colonia              | BL                   | 33         | 5          | CG              | 2               | 0               | -                  | -                  | -                  | -           | -           | -           | 35     | 5      |
| 2024-2025            | Colonia              | 2L                   | 16         | 2          | CG              | 1               | 0               | -                  | -                  | -                  | -           | -           | -           | 17     | 2      |
| Totale Colonia       | Totale Colonia       | Totale Colonia       | 163+1      | 23         |                 | 7               | 1               |                    | 7                  | 0                  |             | -           | -           | 178    | 24     |
| Totale carriera      | Totale carriera      | Totale carriera      | 419        | 62         |                 | 34              | 13              |                    | 32                 | 3                  |             | -           | -           | 485    | 78     |

### Cronologia presenze e reti in nazionale
| Cronologia completa delle presenze e delle reti in nazionale ― Austria | Cronologia completa delle presenze e delle reti in nazionale ― Austria | Cronologia completa delle presenze e delle reti in nazionale ― Austria | Cronologia completa delle presenze e delle reti in nazionale ― Austria | Cronologia completa delle presenze e delle reti in nazionale ― Austria | Cronologia completa delle presenze e delle reti in nazionale ― Austria | Cronologia completa delle presenze e delle reti in nazionale ― Austria | Cronologia completa delle presenze e delle reti in nazionale ― Austria |
| Data                                                                   | Città                                                                  | In casa                                                                | Risultato                                                              | Ospiti                                                                 | Competizione                                                           | Reti                                                                   | Note                                                                   |
| ---------------------------------------------------------------------- | ---------------------------------------------------------------------- | ---------------------------------------------------------------------- | ---------------------------------------------------------------------- | ---------------------------------------------------------------------- | ---------------------------------------------------------------------- | ---------------------------------------------------------------------- | ---------------------------------------------------------------------- |
| 17-11-2015                                                             | Vienna                                                                 | Austria                                                                | 1 – 2                                                                  | Svizzera                                                               | Amichevole                                                             | -                                                                      | 82’                                                                    |
| 11-6-2017                                                              | Dublino                                                                | Irlanda                                                                | 1 – 1                                                                  | Austria                                                                | Qual. Mondiali 2018                                                    | -                                                                      | 90’                                                                    |
| 5-9-2017                                                               | Vienna                                                                 | Austria                                                                | 1 – 1                                                                  | Georgia                                                                | Qual. Mondiali 2018                                                    | -                                                                      | 53’                                                                    |
| 6-10-2017                                                              | Vienna                                                                 | Austria                                                                | 3 – 2                                                                  | Serbia                                                                 | Qual. Mondiali 2018                                                    | -                                                                      | 61’                                                                    |
| 9-10-2017                                                              | Chișinău                                                               | Moldavia                                                               | 0 – 1                                                                  | Austria                                                                | Qual. Mondiali 2018                                                    | -                                                                      | 59’                                                                    |
| 14-11-2017                                                             | Vienna                                                                 | Austria                                                                | 2 – 1                                                                  | Uruguay                                                                | Amichevole                                                             | -                                                                      | 59’                                                                    |
| 23-3-2018                                                              | Klagenfurt am Wörthersee                                               | Austria                                                                | 3 – 0                                                                  | Slovenia                                                               | Amichevole                                                             | -                                                                      | 67’                                                                    |
| 27-3-2018                                                              | Lussemburgo                                                            | Lussemburgo                                                            | 0 – 4                                                                  | Austria                                                                | Amichevole                                                             | -                                                                      | 62’                                                                    |
| 30-5-2018                                                              | Innsbruck                                                              | Austria                                                                | 1 – 0                                                                  | Russia                                                                 | Amichevole                                                             | -                                                                      | 72’                                                                    |
| 2-6-2018                                                               | Klagenfurt am Wörthersee                                               | Austria                                                                | 2 – 1                                                                  | Germania                                                               | Amichevole                                                             | -                                                                      | 88’                                                                    |
| 12-10-2018                                                             | Vienna                                                                 | Austria                                                                | 1 – 0                                                                  | Irlanda del Nord                                                       | UEFA Nations League 2018-2019 - 1º Turno                               | -                                                                      | 83’                                                                    |
| 16-10-2018                                                             | Herning                                                                | Danimarca                                                              | 2 – 0                                                                  | Austria                                                                | Amichevole                                                             | -                                                                      | 45’                                                                    |
| 15-11-2018                                                             | Vienna                                                                 | Austria                                                                | 0 – 0                                                                  | Bosnia ed Erzegovina                                                   | UEFA Nations League 2018-2019 - 1º Turno                               | -                                                                      | 45’                                                                    |
| 24-3-2019                                                              | Haifa                                                                  | Israele                                                                | 4 – 2                                                                  | Austria                                                                | Qual. Euro 2020                                                        | -                                                                      | 85’                                                                    |
| 7-6-2019                                                               | Klagenfurt am Wörthersee                                               | Austria                                                                | 1 – 0                                                                  | Slovenia                                                               | Qual. Euro 2020                                                        | -                                                                      | 90’                                                                    |
| 13-10-2019                                                             | Lubiana                                                                | Slovenia                                                               | 0 – 1                                                                  | Austria                                                                | Qual. Euro 2020                                                        | -                                                                      | 90’                                                                    |
| 1-9-2021                                                               | Chișinău                                                               | Moldavia                                                               | 0 – 2                                                                  | Austria                                                                | Qual. Mondiali 2022                                                    | -                                                                      | 77’                                                                    |
| 4-9-2021                                                               | Haifa                                                                  | Israele                                                                | 5 – 2                                                                  | Austria                                                                | Qual. Mondiali 2022                                                    | -                                                                      | 79’                                                                    |
| 9-10-2021                                                              | Tórshavn                                                               | Fær Øer                                                                | 0 – 2                                                                  | Austria                                                                | Qual. Mondiali 2022                                                    | -                                                                      | 45’ 88’                                                                |
| 12-10-2021                                                             | Copenaghen                                                             | Danimarca                                                              | 1 – 0                                                                  | Austria                                                                | Qual. Mondiali 2022                                                    | -                                                                      | 83’                                                                    |
| 16-11-2022                                                             | Malaga                                                                 | Andorra                                                                | 0 – 1                                                                  | Austria                                                                | Amichevole                                                             | -                                                                      |                                                                        |
| 24-3-2023                                                              | Linz                                                                   | Austria                                                                | 4 – 1                                                                  | Azerbaigian                                                            | Qual. Euro 2024                                                        | -                                                                      | 68’                                                                    |
| 27-3-2023                                                              | Linz                                                                   | Austria                                                                | 2 – 1                                                                  | Estonia                                                                | Qual. Euro 2024                                                        | 1                                                                      | 61’                                                                    |
| 17-6-2023                                                              | Bruxelles                                                              | Belgio                                                                 | 1 – 1                                                                  | Austria                                                                | Qual. Euro 2024                                                        | -                                                                      | 60’                                                                    |
| 7-9-2023                                                               | Linz                                                                   | Austria                                                                | 1 – 1                                                                  | Moldavia                                                               | Amichevole                                                             | -                                                                      | 62’                                                                    |
| 16-10-2023                                                             | Baku                                                                   | Azerbaigian                                                            | 0 – 1                                                                  | Austria                                                                | Qual. Euro 2024                                                        | -                                                                      | 46’                                                                    |
| 16-11-2023                                                             | Tallinn                                                                | Estonia                                                                | 0 – 2                                                                  | Austria                                                                | Qual. Euro 2024                                                        | -                                                                      | 89’                                                                    |
| 8-6-2024                                                               | San Gallo                                                              | Svizzera                                                               | 1 – 1                                                                  | Austria                                                                | Amichevole                                                             | -                                                                      | 46’                                                                    |
| Totale                                                                 |                                                                        | Presenze                                                               | 28                                                                     |                                                                        | Reti                                                                   | 1                                                                      |                                                                        |

## Palmarès

### Club

#### Competizioni nazionali
- Campionato austriaco: 1

Sturm Graz: 2010-2011
- 2.Bundesliga: 2

Colonia: 2018-2019, 2024-2025